# Шарпина

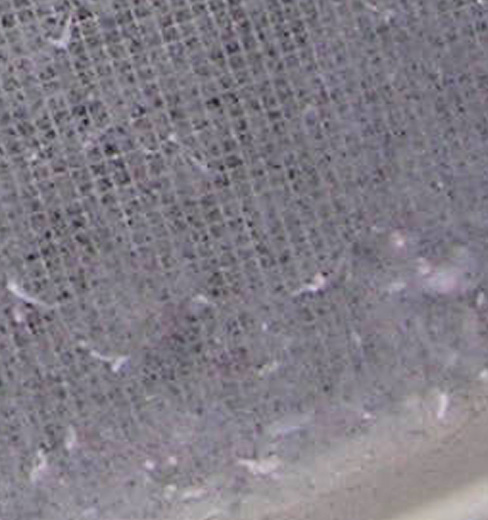
Накопичення шарпини на решітці сушильної машини.

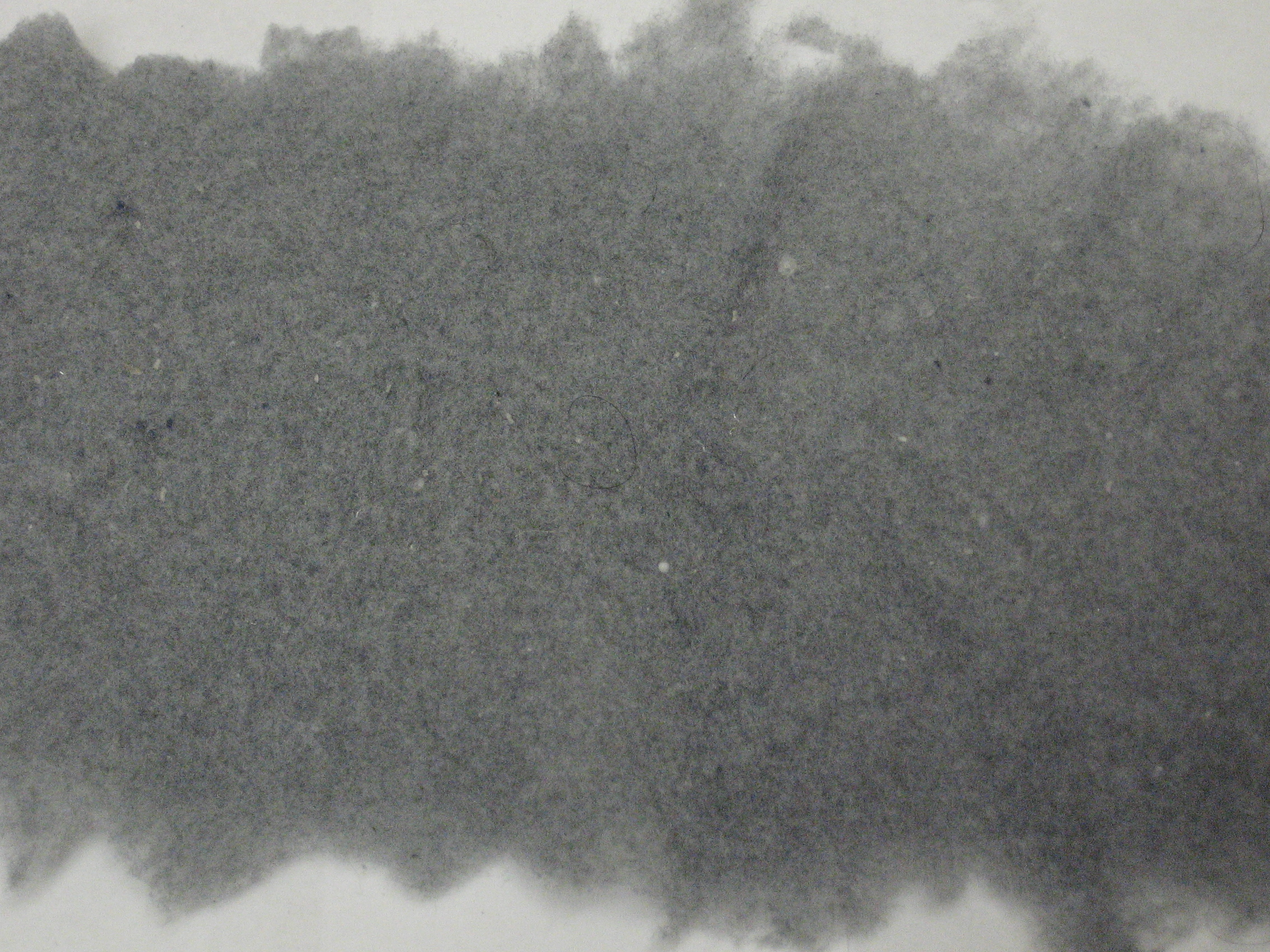
Шарпина з сушарки зблизька.

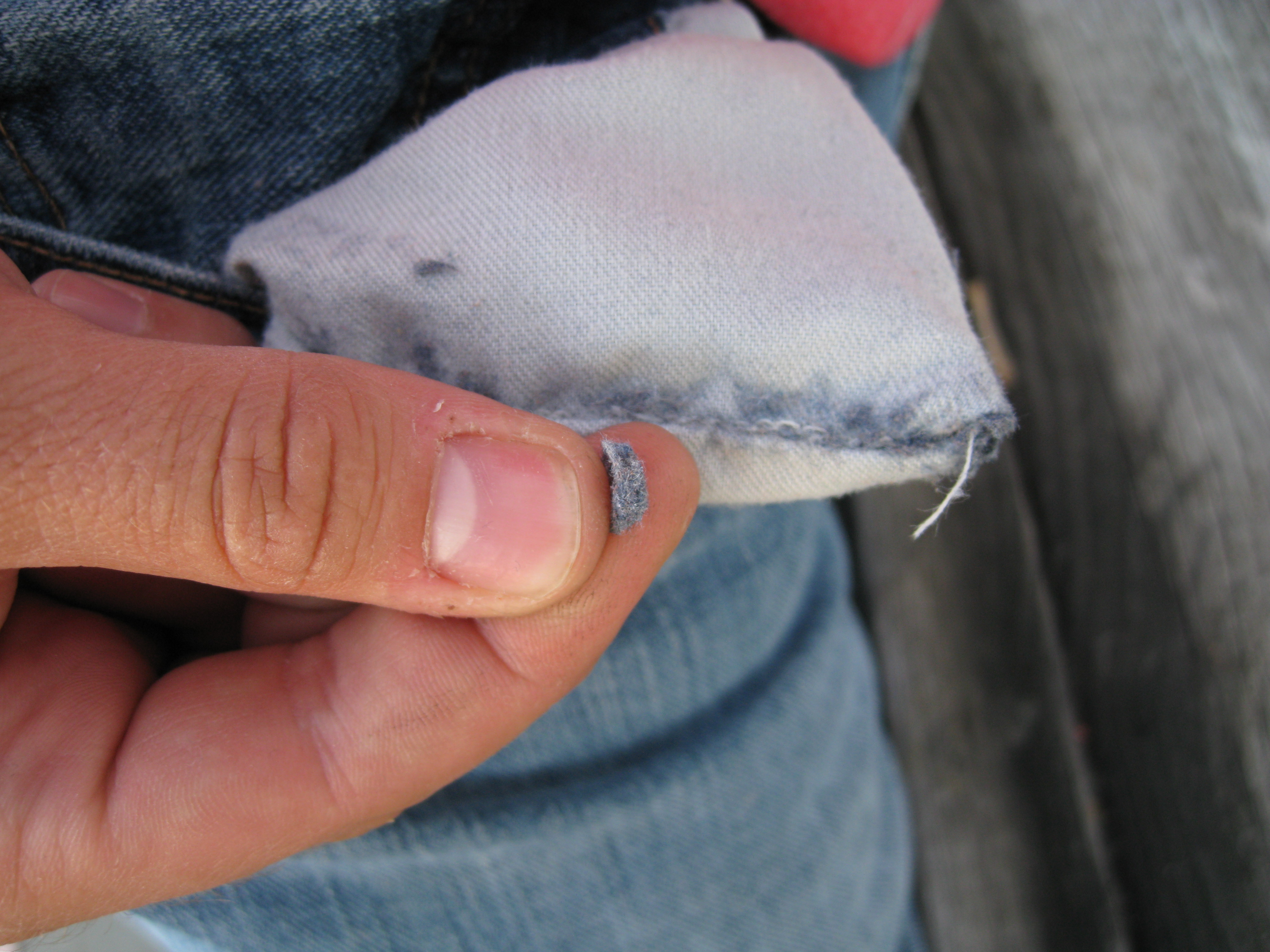
Кишенькова шарпина.

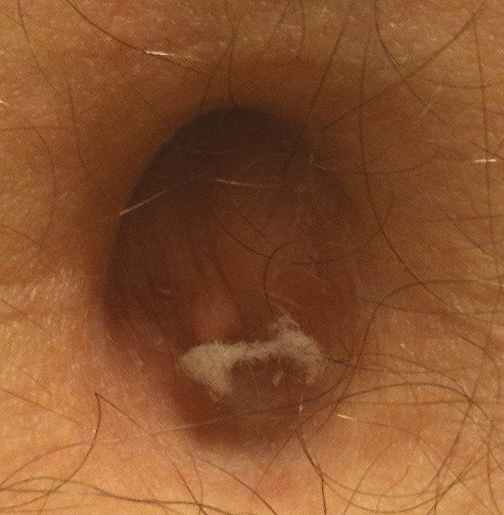
Природна наявність шарпини у пупку здорового дорослого чоловіка.

Шарпина[джерело?] — це загальна назва видимого накопичення текстильних волокон та інших матеріалів, що зазвичай зустрічаються на і навколо одягу. Деякі матеріали використовувані при виробництві одягу, такі як бавовна, льон і вовна, містять численні, дуже короткі волокна скупчені разом. Впродовж нормального перебігу носіння, ці волокна можуть або від'єднатись, або бути відштовхнутими від тканини частину якої вони складають. Це є причиною того, що часто використовувані предмети як-от футболки і рушники з часом тоншають. Через малу площу їх поверхні, статична електрика примушує волокна, які від'єднались від одягу продовжувати приставати одне до одного і до цього одягу чи інших поверхонь з якими вони увійшли в контакт. Інші малі частинки приєднуються до цих волокон одягу, це може бути людське чи тваринне волосся і клітини шкіри, рослинні волокна, пилок, пил і мікроорганізми. Шарпина складається з нитей усіх кольорів, відтінки яких змішуються разом і можуть здаватись однорідно сірими.